# タガンログ

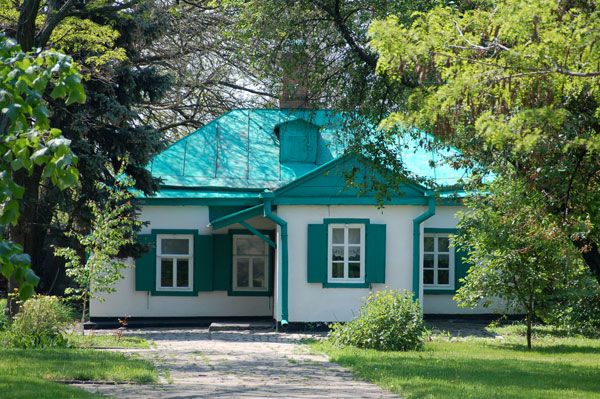
チェーホフの生家

タガンログ（タガンローク；ロシア語:Таганрогタガンローク；ラテン文字転写の例:Taganrog）は、ロシア連邦ロストフ州の都市。黒海の北部、アゾフ海のタガンログ湾に面する。北緯47度13分 東経38度55分 / 北緯47.217度 東経38.917度。人口は24万5120人（2021年）。ロストフ・ナ・ドヌから西に約70 km。
アントン・チェーホフの生地としても知られ、今でもチェーホフの生家が残されている。
ロシア南部の重要な産業の中心である。イロヴァイスクとロストフ・ナ・ドヌを結ぶ鉄道が通る。タガンログの港では金属、石炭、穀物、石油製品などが扱われている。自動車製造も盛ん。そのほか、金属加工、化学工業、皮革加工、食品加工などの工場がある。
高等教育機関に、タガンログ無線工学大学、タガンログ国立教育大学がある。

## 歴史
1698年にピョートル大帝によって開かれ、ロシア艦隊の最初の基地がつくられた。その時代、アゾフ海はオスマン帝国との角逐の場であった。1710年には再びオスマン帝国軍がロシア軍を包囲したため、1711年、ピョートル大帝はタガンログを破壊し、放棄した。以後の50年間、町は廃墟となった。
1769年にロシア軍がタガンログを取り戻し、1774年のキュチュク・カイナルジ条約によって正式にオスマン帝国より割譲された。都市はエカテリーナ2世によって復興され、その際に多くのギリシア人が住み着いた。そのなかには作曲家アキレス・アルフェラキらがいた。
1825年11月、皇后の保養旅行中であった皇帝アレクサンドル1世が、この地で急死した。
1853年に勃発したクリミア戦争に際し、1855年5月21日に英仏軍の艦隊がタガンログ港を攻撃した。英仏軍は町の明け渡しを迫ったが、市長がそれを拒んだ。そのため英仏軍は市街を破壊して部隊を上陸させたが、ドン・コサック軍が撃退する。その後、幾度も英仏軍は町の征服を試みたが成功しなかった。
19世紀には交易の中心地となり、その時代のイタリア人やギリシア人の商人の豪奢な邸宅が今も残っている。
第ニ次世界大戦では、1941年から2年間にわたってまでナチス・ドイツ軍に占領され、町は大きく破壊された。1943年8月30日に赤軍によって解放された。
戦後、第475収容地区（グラーグ）が設置され、シベリア抑留を受けた日本人捕虜が移送。強制労働に従事した。

## 交通
- タガンログ市電

## タガンログ生まれの人々
- コンスタンチン・サヴィツキー - 画家・教育家
- アントン・チェーホフ - 小説家・劇作家
- アレクサンドル・コイレ - 哲学者
- ボリス・ポドリスキー - 物理学者
- アドルフ・ブロツキー - ヴァイオリニスト・音楽教師

## 姉妹都市
- チェルヴェン・ブリャク（ブルガリア、1963年）
- フリシゲン（オランダ、1989年）
- リューデンシャイド（ドイツ、1991年）
- ギレスン（トルコ、1995年10月10日）
- ファマグスタ（北キプロス、2000年）
- マリウポリ（ウクライナ）
- バーデンワイラー（ドイツ、2002年）
- 済寧（中華人民共和国、2009年）
- ピンスク (ベラルーシ, 2009年）